# Росица Кирилова
Росица Кирилова Начева, известна и като Роси Кирилова, е българска поп-певица, композиторка, текстописец и телевизионнa водещa. 15 години води предаването „За животните с любов“ по БНТ. Обявявана е многократно за Певица номер 1 в България в традиционната годишна класация на популярното предаване на БНР „Музикална стълбица“. През 2006 г. Българската национална телевизия реализира документален филм-портрет, посветен на творчеството й.
Има издадени 27 музикални албума, 1 максисингъл (първият максисингъл в България), 3 малки плочи, 5 телевизионни рецитала – „Усмихни се за мен“, „Приятелите винаги остават“, „Тишина“ и „Бог да е с теб“, 3 видеоалбума – „Монолог за двама“, „Без маска и грим“ и „Бог да е с теб“, 1 DVD – „Всичко е любов“ от юбилейния концерт „25 години на сцена“, много концертни изяви, както в България, така и в Германия, Финландия, Швеция, Румъния, Чехия, Русия, Турция.
Пяла е съвместно с над 20 от най-големите певци на България, сред които Мустафа Чаушев, братя Аргирови, Панайот Панайотов, Васил Найденов, Веселин Маринов, Георги Христов, дует ШИК, Ваня Костова, Мими Иванова, Георги Мамалев, Богдан Томов, Нели Рангелова (първият женски дует), Джина Иванова, Боян Михайлов, Стефан Данаилов, Димитър Туджаров – Шкумбата, Иван Балсамаджиев, Къци Вапцаров и други.
Популярна е с песните си „Учителко, целувам ти ръка“, „Боса по асфалта“, „Роди ме мамо с късмет“, „Най-добрата дума“, „Много причини има“, „Тишина“, „Избрах нарочно вас“, „Нямах време, мамо“. Сред най-популярните ѝ песни се нареждат и „Има шанс, няма шанс“, „Приятелите винаги остават“, „Усмихни се за мен“, „Доброта“, „Месечинко, чакай!“, „Нещо невероятно“, „Живей за мига“, „Сърцето знае защо...“, „Всичко е любов“, „Защо така ме нарани?“, „Хората се срещат“, „Като Да и Не“, „Вяра, Надежда, Любов“ и много други. Росица Кирилова е певицата, изпяла най-много детски песни, които се пеят от малки и големи, като „Песен за изгубеното куче“, „Моята кукла Барби“, „Мики Маус“, „Момичето с мечето“, „Парцалина“.
Музика за нея са писали: Тончо Русев, Зорница Попова, Развигор Попов, Морис Аладжем, Мария Нейкова, Вили Казасян, Александър Йосифов, Найден Андреев, Иван Пеев, Димитър Гетов, Кристиян Бояджиев.
Певицата е първият посланик на добра воля на УНИЦЕФ за България. Обявена е за почетен гражданин на турския град Орхангаза, заедно с Мустафа Чаушев, през 2001 г.

## Биография
Росица Кирилова е родена в София, България на 2 юли 1963 г. 
Завършва с отличен успех 7-а столична гимназия.
Започва своята кариера с вокално инструментална група „Следа“, с която изпълняват кънтри-музика, и през 1982 г. песните „Не ни достига радостта“ и „Тичам към теб“ влизат в компилация на „Балкантон“. Следват и първите телевизионни изяви в „Едно от пет“ и „Студио младост“. През 1983 г. Росица Кирилова записва първите си самостоятелни песни „Тишина“ и „За теб живея“. През 1984 г.: с песните „Бялата река“, „Денонощие“ и „Ако ми каже“ тя печели не само признанието на специалистите от журитата на радиоконкурса „Пролет“, „ХV младежки конкурс“ и ХІХ международен фестивал „Златният Орфей“, а и симпатиите на публиката. 1985 г. ѝ донася 2 първи награди: в телевизионната класация „Мелодия на годината“ с песента „Любов завинаги“ (музика: Морис Аладжем, текст: Георги Начев) и на радиоконкурса „Пролет `85“ с песента „Сбогом, клас“, която изпълнява заедно с Благовест и Светослав Аргирови.
През 1987 г., след съвместната ѝ песен с чешката поп-звезда Карел Зих, прави турне с него и неговата група и участва в чешката телевизионна програма ”Телевариете“. В радиоконкурса „Пролет“ през 1988 г. Росица Кирилова получава I-ва награда с песента „Нещо невероятно“, която пее в дует с Георги Христов; те стават популярни и като дует, както имат многобройните почитатели и като отделни изпълнители. Двамата певци са наградени с платинена плоча от Балкантон по повод първия си съвместен албум „Нещо невероятно“. През 1989 г. певицата печели наградата на публиката в конкурса „Мелодия на годината“ с песента на Мария Нейкова и Георги Начев „Най-добрата дума“. Роси Кирилова първа изпълнява хита на Емил Димитров „Моя страна, моя България“ на неговия 30-годишен юбилей, включена и в албума ѝ „Всяко нещо има свое време“.
През 1990 г. завършва висшето си образование в Софийския университет „Св. Климент Охридски“, специалност „Журналистика“.
Албумът ѝ „Живей за мига“, излязъл през 1992 г., е първият албум в България, издаден на CD (компактдиск). Той отново издига Росица Кирилова на върха и тя е обявена и за Певица на годината в класацията на Музикална къща „Riva Sound“. През 1993 г. тандемът Росица Кирилова - Панайот Панайотов печели 2 първи награди – на жури и на публика – на Интерфест Битоля (Македония). През 1995 г. тя създава свое авторско предаване „За животните с любов“ по БНТ и по сателитния канал „ТВ България“, което в продължение на 15 години радва малки и големи зрители. През 1999 г. е избрана е за посланик на добра воля на УНИЦЕФ за България и заедно с композитора Хайгашод Агасян и поета Александър Петров създават Химна на Уницеф за България „Да протегнем на някой ръка“. През 2003 г. с Мими Иванова и Ваня Костова печелят първата награда на фестивала „Песни за София“ с песента на Развигор Попов „София ухае на липи“.
През 2004 г. Росица Кирилова придобива магистърска степен по филмово и телевизионно изкуство – режисура в Нов български университет.
През 2007 г. Росица Кирилова печели първото място на Фестивала за българска забавна песен „Бургас и морето“ с авторската си песен „Като да и не“. На 3 декември 2007 г. певицата празнува своя 25-годишен юбилей на сцената с голям концерт-спектакъл в Зала 1 на НДК под мотото: „Всичко е любов“. Като гости на сцената се изявяват: Лили Иванова, Васил Найденов, Мими Иванова, Ваня Костова, Панайот Панайотов, Веселин Маринов, дует ШИК, Благовест Аргиров, Мустафа Чаушев, Боян Михайлов. По повод юбилея си певицата издава и DVD със запис на спектакъла. През 2010 г. в конкурса „София пее“ песента ѝ „Среща след години“, изпълнена с Благовест Аргиров и архитект Калин Диков, печели II награда от жури и наградата на публиката.
През 2012 г. отбелязва своя 30-годишен юбилей на сцена с 3 албума, издадени от музикална компания „БГ Къмпани“ – албум с нови песни „Защото те обичам“, албум с детски песни „Момичето с мечето“ и албум с авторски песни. През 2015 г. музикална компания „БГ Къмпани“ издава антологията на Росица Кирилова „Защото те обичам“, включваща три компакт-диска и един DVD диск от концерта ѝ „25 години на сцена“. През 2015 г. взема активно участие в юбилейните концерти на Мустафа Чаушев „50 години с песните на Мустафа Чаушев“, които се провеждат в градовете Шумен, Добрич, Русе, Бургас и София. На 7 ноември 2017 г. тя отбелязва 35-годишния си юбилей на сцена с мегаконцерта „Живей за мига“ в зала 1 на НДК.

## Телевизионни рецитали
- „Усмихни се за мен“
- „Приятелите винаги остават“
- „Тишина“
- „Бог да е с теб“

## Дискография

### Студийни албуми
- 1983 – „Тишина“
- 1984 – „Любов завинаги“
- 1985 – „Усмихни се за мен“
- 1986 – „Росица Кирилова“
- 1987 – „Кажи ми добър ден“
- 1987 – „Всичко е музика“/ „Доверие“ (дует с Георги Христов)
- 1988 – „Нещо невероятно“ (дует с Георги Христов)
- 1989 – „Приятелите винаги остават“
- 1990 – „Вик за близост“ (дует с Нели Рангелова)
- 1990 – „Всяко нещо има свое време“
- 1993 – „Живей за мига“
- 1994 – „Мики Маус“
- 1995 – „Без маска и грим“ (дуетен албум с Панайот Панайотов)
- 1995 – „Моята кукла Барби“
- 1996 – „Вълшебница“
- 1997 – „Учителко, целувам ти ръка“
- 1998 – „Бог да е с теб“
- 1999 – „Парцалина“
- 2000 – „Банани с пижами“
- 2002 – „Роси и приятели“
- 2006 – „Сърцето знае защо…“
- 2008 – "Като да и не"
- 2012 – „Защото те обичам“
- 2012 – „Момичето с мечето“
- 2021 – „Душа на длан“
(CD, Росица Кирилова)

### Компилации
- 2008 – „25 години на сцената – Като да и не“
- 2012 – „Авторски песни“
- 2015 – „Защото те обичам“ (антология)
- 2017 – „35 години на сцена – любими песни“

### Други песни
- „Първи бяхме на хорото“ – дует с Мустафа Чаушев в албума му „Злато мое“ (1986)
- „Корабът“ – дует с Мустафа Чаушев в албума му „Тук е моят дом“ (1991)
- „Песен за душата“ – дует с Мустафа Чаушев в албума му „Богатство“ (2008)

### Видеоалбуми и DVD
- „Монолог за двама“
- „Без маска и грим“
- „Бог да е с теб“
- „Всичко е любов – 25 години на сцена“

## Филмография
- „Ваканцията на Лили“ (2007), 6 серии – себе си
- „Малкият Содом“ (1984) - певицата